# Призрак бродит по Европе
«Призрак бродит по Европе» (1923) — художественный фильм Владимира Гардина по мотивам рассказа Эдгара По «Маска Красной смерти».
Сценарий фильм написал Георгий Тасин.
Премьера фильма состоялась 13 февраля 1923 года.

## Сюжет
Император вымышленного государства встречает на прогулке юную пастушку. Молодые люди влюбляются друг в друга, но быть вместе им не суждено.

## В ролях

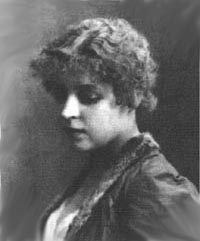
Зоя Баранцевич, главная героиня фильма «Призрак бродит по Европе» (1923)

- Олег Фрелих — император
- Зоя Баранцевич — императрица
- Иона Таланов — камергер
- Лидия Искрицкая-Гардина — Элька
- Василий Ковригин — отец Эльки
- Иван Капралов — лётчик
- Владимир Егоров — хмурый
- Карл Томский
- Евгений Грязнов